# Emoia physicina
Espèce
Emoia physicina est une espèce de sauriens de la famille des Scincidae.

## Répartition
Cette espèce est endémique de Nouvelle-Guinée. Elle se rencontre dans le sud de la Papouasie-Nouvelle-Guinée et en Nouvelle-Guinée occidentale en Indonésie.

## Description
L'holotype de Emoia physicina, un mâle adulte, mesure 122,9 mm dont 74,8 mm pour la queue.

## Étymologie
Le nom spécifique physicina fait référence au fait que ce saurien a été confondu avec les juvéniles d'Emoia physicae.

## Publication originale
- Brown & Parker, 1985 : Three new lizards of the genus Emoia (Scincidae) from southern New Guinea. Breviora, no 480, p. 1-12 (texte intégral).